# Poema de Amor
Poema de Amor é o segundo álbum de estúdio da cantora brasileira Elis Regina, lançado em 1962, pela gravadora Continental. Foi seu último disco a ser lançado pela gravadora mencionada, pois, na mesma época, assinou um contrato com a Copacabana.
Em 21 de janeiro de 1962, o jornal Correio Paulistano revelou que a cantora já tinha iniciado as gravações para o que seria o seu segundo disco. Afirmou que seria intitulado A Insinuante Elis Regina (título que foi alterado a posteriori) e que seis faixas haviam sido gravadas no Rio de Janeiro (com arranjos de Severino Augusto e Guerra Peixe), enquanto outras seis em São Paulo, com arranjos do maestro Renato de Oliveira.
No decorrer dos anos, o álbum foi relançado com diferentes capas e títulos, a saber: em 1982 foi lançado juntamente com seu primeiro disco de carreira, Viva a Brotolândia, na compilação Nasce Uma Estrela...; Em 1989, em um LP simples com o título de A Estrela Brilha; e em 2006, vinte e quatro anos após a morte da cantora, foi relançado no formato CD, em uma caixa intitulada Os Primeiros Anos, pela gravadora Som Livre.

## Lista de faixas
- Créditos adaptados do LP Poema de Amor, de 1962.[7]

| N.º | Título                        | Compositor(es)                                | Duração |  |
| 1.  | "Poema"                       | Fernando Dias                                 |         |  |
| 2.  | "Pororó-popó"                 | João Roberto Kelly                            |         |  |
| 3.  | "Dá-me um Beijo"              | Trovajoli / Danell / Versão: Romeo Nunes      |         |  |
| 4.  | "Nos Teus Lábios"             | A.Santos / Haroldo Eiras                      |         |  |
| 5.  | "Vou Comprar um Coração"      | Paulo Tito / Romeo Nunes                      |         |  |
| 6.  | "Meu Pequeno Mundo de Ilusão" | Pockriss / Hilliard / Versão: Mauro Pires     |         |  |
| 7.  | "Las Secretárias"             | Paulo Luiz / Versão: Martha de Almeida        |         |  |
| 8.  | "Saudade é Recordar"          | Vera Falcão / Renan França                    |         |  |
| 9.  | "Pizzicati-Pizzicato"         | Stern / Marnay / Versão: Fred Jorge           |         |  |
| 10. | "Canção de Enganar Despedida" | Joluz / Walter                                |         |  |
| 11. | "Confissão"                   | Paulo Aguiar / Umberto Silva / Luiz Mergulhão |         |  |
| 12. | "Podes voltar"                | Othon Russo / Nazareno de Brito               |         |  |